# Villa Nueva (Córdoba)
Villa Nuevaa – miasto w Argentynie, położone w środkowej części prowincji Córdoba.

## Opis
Miejscowość została założona w 1826 roku. W mieście znajduje się węzeł drogowy-RP2 i RP4. 

## Demografia
.